# Piastovský hrad v Lehnici
Piastovský hrad v Lehnici (polsky Zamek Piastowski w Legnicy, německy Schloss Liegnitz) je původně románsko-gotický hrad v polském městě Legnici (česky Lehnice) ve stejnojmenném okrese v Dolnoslezském vojvodství. Hrad v Legnici, který je jedním z nejstarších hradů na území Polska, byl zapsán na seznam nemovitých kulturních památek polského Národního památkového ústavu (Narodowy Institut Dziedzictwa) 29. března 1949.

## Geografie
Město Lehnice se starobylým hradem se nachází na území Lehnické jezerní oblasti (polsky Pojezierze Legnickie). Zdejší oblast s „průtočnými“ jezery, říčními rameny a kanály na soutoku řek Czarna Woda a Kaczawa je pozůstatkem přetváření krajiny během poslední doby ledové. Z geomorfologického hlediska tato oblast přináleží do Równiny Legnické ve Slezsko-lužické nížině (Nizina Śląsko-Łużycka v subprovincii Niziny Sasko-Łużyckie). Historické jádro Lehnice, v jehož severní části se nachází někdejší piastovský hrad, se rozkládá na území s nadmořskou výškou kolem 120 až 130 metrů.

## Historie
Podle dendochronologických analýz na lokalitě poblíž soutoku řek Czarna Woda a Kaczawa existovalo osídlení již v 8. století n. l. V 10. století zde vzniklo strážní hradiště, které spolu s hradišti v Jaworu a Duninu tvořilo obrannou síť na území lidu z kmene Třebovanů. 

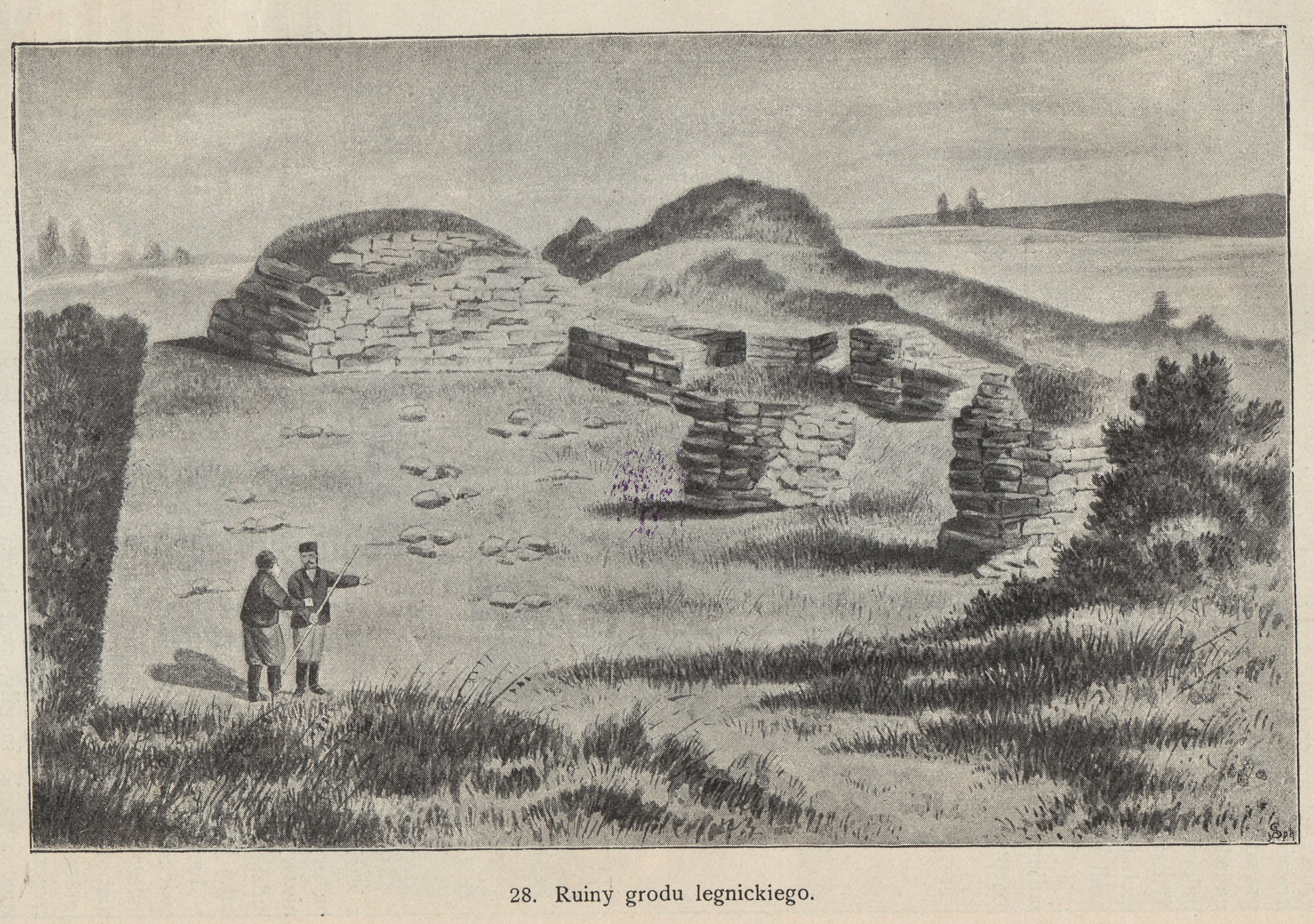
Vykopávky na místě legnického hradiště (kresba z roku 1898)

Na přelomu tisíciletí toto starší hradiště zaniklo a posléze zde byla na jeho pozůstatcích vybudována nová pevnost. Původní hliněné a dřevěné stavby byly postupně od konce 12. století (kolem roku 1190) až do roku 1230 nahrazovány kamenným opevněním. Stalo se tak za vlády prvních piastovských knížat. Hlavním investorem stavby nebývale rozlehlého sídla, prozrazujícího zřejmé královské ambice stavebníka, byl vratislavský a opolský kníže Jindřich I. Bradatý. V budování knížecího sídla pak pokračoval syn Jindřicha Bradatého Jindřich II Pobožný. Obranný systém knížecího sídla se osvědčil v roce 1241, kdy hrad odolal obléhání během vpádu mongolských vojsk, která předtím drtivě porazila křesťanskou armádu v bitvě u Lehnice, v níž padl kníže Jindřich II. Pobožný a další významní představitelé evropského rytířstva.

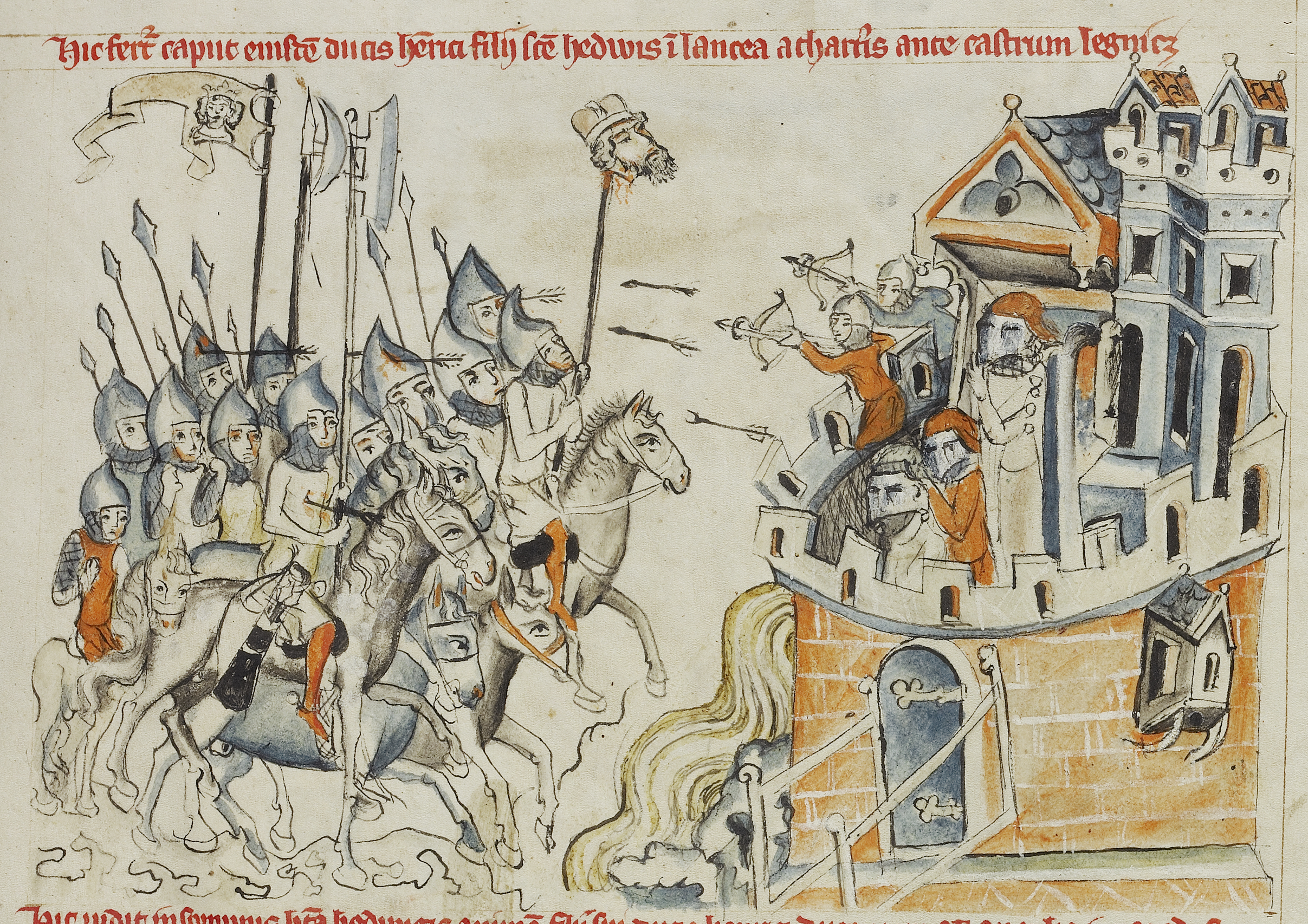
Mongolové při obléhání lehnického hradu nesou na kopí hlavu Jindřicha II. Pobožného (kresba z r. 1353)

Rozsáhlá renesanční přestavba hradu byla zahájena na začátku 15. století pod vedením francouzského stavitele, zvaného Mistr ze Saint Denis. V 16. století v těchto přestavbách hradu a městského opevnění pokračoval kníže Fridrich II. Lehnický, zvaný Veliký (1480– 1547), jehož dědem z matčiny strany byl český král Jiří z Poděbrad. 
V letech 1512–1513 byl na lehnickém hradě před svým odsouzením a popravou vězněn Christof von Reisewitz, kterému se v kraji přezdívalo Černý Kryštof. Než se Christof von Reisewitz proslavil jako nejobávanější a nejbrutálnější loupeživý rytíř v této části Slezska a Lužice, působil jako purkrabí na hradě Gryf v Lwóweckém, respektive Jaworském knížectví.
Po vymření slezské větve rodu Piastovců sídlili od roku 1675 na lehnickém hradě habsburští guvernéři. V roce 1740 Lehnici dobyl pruský král Fridrich II. Veliký. Prostorové uspořádání hradu zůstalo zachováno až do požáru v prvním desetiletí 18. století, kdy zanikly některé z nejstarších objektů hradu. 
V polovině 18. století se uskutečnila barokní přestavba celého hrado-zámeckého areálu. Po velkém požáru v roce 1835 byl zámek přestavěn v novogotickém slohu. Od 19. století až do roku 1945 lehnický zámek sloužil jako sídlo pruských a německých správních orgánů.
Od roku 2009 probíhala v areálu lehnického hradu, v němž mj. sídlí některé střední, vyšší odborné a vysoké školy, rekonstrukce několika historických objektů včetně obou věží za účelem jejich zpřístupnění veřejnosti. 

## Nejvýznamnější památky

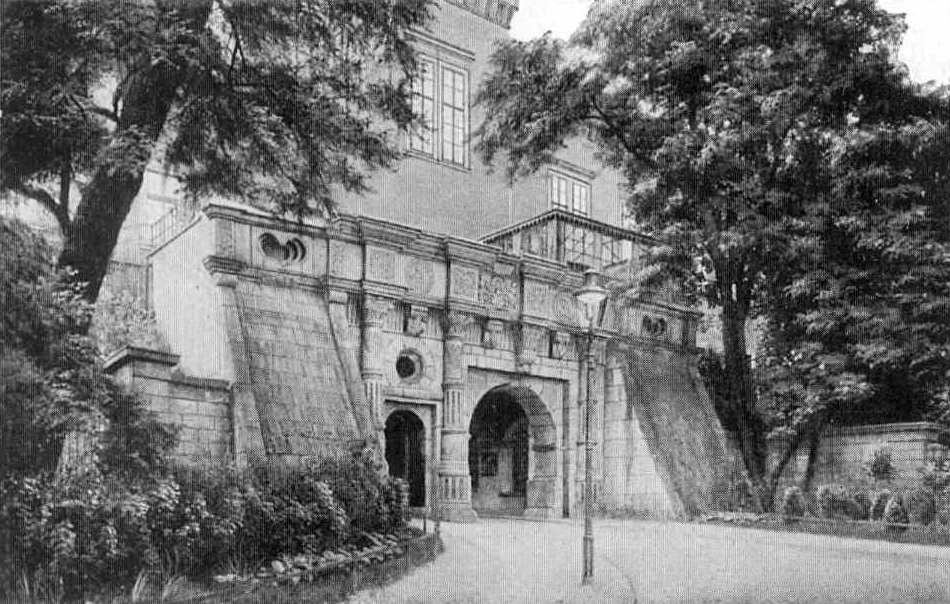
Renesanční vstupní brána

Rozlehlému areálu dominují dvě vysoké románsko-gotické věže. Jedna z nich, věž sv. Petra, patrona města, je oktagonální (osmiboká). Druhá věž, pojmenovaná po sv. Hedvice (polsky sv. Jadwize), manželce Jindřicha I. Bradatého a patronce Slezska, má kruhový půdorys. Věže, v jejichž přízemních částech bylo vězení a v horních patrech obytné místnosti, byly původně vysoké asi 20 metrů. Později za břežského a lehnického knížete Ludvíka II. (1385–1436) byly věže dvojnásobně zvýšeny a doplněny polygonálními nástavbami a přístavbami.
Z románského období pocházel také hradní palác a dvanáctiboká kaple, zasvěcená sv. Benediktovi a Vavřinci, která stávala až do roku 1621 v centrální části někdejšího piastovského hradu, dále obranné zdi s hradní branou a další věž, zvaná Lubiňská. Románský palác byl vybudován z cihlového zdiva na obdélném půdorysu 16,15 × 61,2 metrů, ostění oken a dveří bylo z pískovce. Původní hrad byl rozdělený na dvě části – na hlavní část s knížecím palácem, kaplí a věží sv. Petra, a na část hospodářskou a správní, kde se mj. nacházelo i sídlo kastelána (purkrabího) a brána s věží, později známou jako věž sv. Jadwigy. 
Z éry přestavby hradu za Fridricha II. Lehnického pochází mohutná vstupní brána s renesančním portálem, která patří k nejvýznamnějším renesančním památkám v Lehnici.